# Alternanthera calcicola
Alternanthera calcicola är en amarantväxtart som beskrevs av Paul Carpenter Standley. Alternanthera calcicola ingår i släktet alternanter, och familjen amarantväxter. Inga underarter finns listade i Catalogue of Life.